# عميل بيزنطة
عميل بيزنطة هي مجموعة قصص قصيرة من سنة 1987 للمؤلف هاري تورتليدوف، تتمحور حول مغامرات باسل ارجيروس العميل السري البيزنطي. تدور أحداث القصص في القرن الرابع عشر البديل حيث لا يوجد فيها الإسلام والامبراطوريات القديمة العظيمة البيزنطية (الإمبراطورية الرومانية الشرقية) وبلاد فارس الساسانية نجت.

## إطار احداث القصة
في هذا الكون تحدث نقطة الاختلاف عندما النبي محمد بدلاً من أن ينشر الإسلام فإنه يعتنق المسيحية ويصبح اسقفاً وقديساً مشهوراً. بدون الفتوحات الإسلامية ظلت الإمبراطورية الرومانية الشرقية القوة البارزة في عالم البحر الأبيض المتوسط. أخضع الامبراطور قسطنطين الثاني اللومبارد في إيطاليا واستردت شبه الجريرة الابيرية (هسبانيا) والساحل الجنوبي لبلاد غال. معظم غال بريطانيا وجرمانيا في ايدي "البربرية" وانفصلت عن الاورثوذكسية البيزنطية متبعين مذهب الفيليوك وخط منفصل من الباباوات. في الشرق لا يزال البيزنطيون -كما كان في تاريخنا حتى ظهور الإسلام- في حرب باردة غير منتهية (تشتعل بعض الأحيان إلى قتال فعلي) مع عدوها اللدود الإمبراطورية الساسانية ممثلة في السلسلة من قبل الجاسوسة ميران.
يعمل ارغيروس ككشاف للجيش وبعد ذلك كقاضي لسيد المكاتب تحت حكم الإمبراطور (الخيالي) نيكفوررس الثالث، على هذا النحو يتم ارساله عبر الإمبراطورية لحل المشاكل احياناً كجاسوس واحياناً كمفاوض واحياناً كجندي. يقارن غلاف إعادة الإصدار في سنة 1994 ارغيروس بجيمس بوند ودمومينيك فلاندري.
تحرك الجورشن الذين لعبوا في التاريخ الفعلي دوراً مهماً في التاريخ الصيني ولم يظهروا ابداً ميلاً للهجرة غرباً- في هذا الخط الزمني المتغير عبر سيبيريا ووصلوا إلى حدود الإمبراطورية البيزنطية وشكلو تهديداً خطيراً. تورتليدوف لا يشرح كيف لكون محمد أصبح مسيحياً هذا التأثير الجذري على سلوك الجورشين في الشرق الأقصى.

## القصص وتاريخ نشرها
القصص في عالم عميل بيزنطة (بالترتيب المكتوب) هي:
- "الثالوث غير المقدس" نُشر لأول مرة في عدد يوليو 1985 من قصص الخيال العلمي المذهلة. تقام القصة في ايتوس كوسمو 6824 (1315م/ 16) في دير سانت غال.
- "النماذج الأولية" نُشرت لأول مرة في عدد نوفمبر 1985 من قصص الخيال العلمي المذهلة. تقام القصة في ايتوس كوسمو 6825 (1316/16) م، في مدينة دارا الحدودية.
- "عيون ارغوس" نُشرت لأول مرة في عدد يناير 1986 من قصص الخيال العلمي المذهلة. تقام القصة في ايتوس كوسمو 6814 (1305/6) م، يتعامل مع عزو من الجورشيين الرحالة عبر حدود الدانوب.
- "ثورات غريبة" نُشرت لأول مرة في عدد أغسطس 1986 من مجلة الخيال العلمي لإسحاق اسيموف. تقام القصة في ايتوس كوسمو 6816 (1307/8) م ويحصل في خلال وباء في القسطنطينية.
- "صور" نُشرت لأول مرة في عدد مارس 1987 من مجلة الخيال العلمي لإسحاق اسيموف. تقام القصة ايتوس كوسمو 6826 (1317/18) م، ويحصل في القسطنطينية خلال مجلس سكوني يتعامل مع مسألة الايقونة.
- "نبيذ خارق"، نشرت لأول مرة في عدد أبريل 1987 من مجلة الخيال العلمي لإسحاق اسيموف. تقام القصة في ايتوس كوسمو 6829 (1320/21) ويقام في ألانيا.
- "عمود الغيمة، عمود النار"، نشرت لأول مرة في عدد ديسمبر 1989 من مجلة الخيال العلمي لإسحاق اسيموف. يقام في ايتوس كوسمو 6818 (1309/10 م) ويقام في الإسكندرية.
- "مغادرات"، نشرت لأول مرة في عدد يناير 1989 من مجلة الخيال العلمي لإسحاق اسيموف، إنها القصة الوحيدة التي لا تتضمن ارجيروس وتركز بدلا من ذلك على سانت المستقبل محمت (محمد سابقا) خلال فترة وجوده في دير في سوريا.

تشمل القصص الستة الأولى الطبعة الأولى من عميل بيزنطة التي نشرت في عام 1987 من قبل كونغدون وويد. تم نشر "عمود الغيمة، عمود النار" و "مغادرات" نشروا لأول مرة في مجموعة مغادرات في عام 1993. أدرجت "عمود الغيمة، عمود النار" في الطبعة الثانية من عميل بيزنطة التي نشرتها باين بوكس في عام 1994. تم نشر "عيون أرغوس" أيضا في مجموعة ستكون هناك حرب 4: مجموعة بنادق الظلام في 1987.

## الايشادات
أشاد اورسون سكوت بتورتليدوف بأنه "كاتب خيال علمي موهوب جداً، بهبة القدرة على إيجاد طريقة لطرح فكرة مذهلة من خلال شخصيات قوية وقابلة للتصديق.

## الاختلافات
انشأ تورتليدوف الذي يملك دكتوراه في التاريخ البيزنطي مكاناً للسلسلة حيث عالم العصور القديمة المتأخرة تُعرض في سبعة قرون في المستقبل. في كل قصة تظهر عدة اختراعات ومؤسسات اجتماعية مألوفة قبل الموعد المحدد بكثير، وتحت ظروف مختلفة جداً عن عما كانت عليه في عالمنا. من بين هؤلاء:
- التلسكوب، أُكتشف بين شامان البدو الجورشيين الذين يهددون الإمبراطورية البيزنطية من الشمال.
- التطعيم ضد الجدري الذي تم اكتشافه خلال طاعون فظيع يصيب القسطنطينية نفسها.
- النقابات العمالية والإضرابات التي ظهرت لأول مرة بين عمال البناء الذين عملوا في إعادة البناء الخطير لمنارة كبيرة في الإسكندرية، مصر (قرية مصرية، دير المدينة هي حيث وقع أول إضراب مسجل في التاريخ في عام 1152 قبل الميلاد).
- البودرة السوداء التي صنعت من قبل الرهبان في دير سانت غال والذي أُستخدم بتأثير كبير من قبل أعداء الفرنجة للامبراطورية حتى سرقه ارغيروس بمساعدة عملاء من إنجلترا الانجلوسكسونية التي لم تعرف غزو النورمان.
- الطباعة التي اخترعت من قبل الفارسيين أعداء امبراطورية البيزنطيين وأُستخدمت لإثارة الفتنة والشقاق داخل حدودها حتى تم سرقة هذا السر ايضاً من قبل ارغيروس.
- التقطير الذي اخترعه بائع نبيذ في القسطنطينية واشترت للامبراطورية من قبل ارغيروس.